# ウルスラ会
ウルスラ会（ウルスラかい、羅: Ordo Sanctae Ursulae, 英: Order of Saint Ursula）は、カトリック教会に属する女子修道会。1535年にアンジェラ・メリチが北イタリアのブレーシャで創立し、聖ウルスラを守護聖人とする。女子教育を使命とする最古級の使徒的修道会で、世界各地で学校運営・宣教・社会福祉に従事している。

## 歴史

### 創立期（1535年）
- 1535年11月25日、アンジェラ・メリチが貧しい少女を教育する「聖ウルスラの友愛会」を組織。[3]
- 1544年、教皇パウルス3世が会則を承認し、法的地位を取得。[4]

### 拡大・修道院化（16–17世紀）
- トリエント公会議以後、各地で修道院制と寄宿学校が整備され、フランスやドイツへ急速に波及した。[5]

### 宣教と教育（17–19世紀）
- 1639年、北米（現ケベック州）への派遣団が北米最初の女子学校を設立。
- 19世紀にはアジア・アフリカへも宣教拠点を拡張。

### 現代（20世紀–）
- 1900年に各国管区を束ねる「ローマ・ユニオン」が成立。
- 第2バチカン公会議後は貧困削減・女性エンパワーメント・難民支援にも注力。[6]

## カリスマ
ウルスラ会は「女子教育を通じた社会変革」「神の前での自由と誠実」「日常生活の使徒職」を中心理念に掲げる。修道女は祈り・共同生活・奉仕の三位一体的生活を送る。

## 教育・社会活動
- 幼稚園から大学まで約450校を運営（2025年時点）。[8]
- 技能訓練センター、孤児院、女性シェルター、マイクロファイナンス事業などを各地で実施。

## 日本におけるウルスラ会
- 1908年、長崎に初来日して外国語学校を開設。[9]
- 1930年、仙台市に聖ウルスラ学院英智中学校・高等学校を創立し、東北地方の女子教育に寄与。
- 2025年現在、日本管区会員は約90名。

## 組織
世界15地域管区を総長（Superior General）が総括し、修練課程はポストラント→ノビシアト→初誓願→終生誓願の順で進む。

## 著名な卒業生
海外
- ブランシュ・メインヴィル – カナダの教育改革者

日本
- 吾峠呼世晴 – 漫画家（仙台・聖ウルスラ学院短大出身とされる）[10]